# Зеляя, Радмило
Радмило Зеляя (серб. Радмило Зељаја, род. 5 мая 1957, Сараево) — сербский генерал и военный деятель, военачальник Войска Республики Сербской в период войны в Боснии и Герцеговине.

## Биография
Радмило Зеляя родился 5 мая 1957 года в Сараеве, в семье Милана и Нады Зеляя. В 1972 году окончил начальную школу в Илидже. Затем учился в Железнодорожной индустриальной школе. Военное образование получил в Военной гимназии в Белграде, Военной академии Сухопутных войск и Центре высших военных школ. В 1997 году окончил Командно-штабную школу тактики сухопутных войск, а двумя годами позже — Школу национальной обороны. Службу проходил в Тузле, Баня-Луке, Приедоре и Биелине.
Командир 343-й моторизованной бригады ЮНА в 1991—1992 годах, командир 43-й моторизованной бригады Войска Республики Сербской в 1992—1996 годах, начальник управления в генштабе Войска Республики Сербской в 1997—2001 годах. Участник Боснийской войны. Одновременно с командованием бригадой, был командиром тактической группы 4 (в которую входило три бригады и два батальона) во время Операции «Коридор» в 1992 году. Позднее во время войны — начальник штаба и командир оперативной группы «Приедор» 1-го Краинского корпуса.